# Сыроежка девичья
Сырое́жка де́вичья (лат. Rússula puelláris) — вид грибов, включённый в род Сыроежка (Russula) семейства Сыроежковые (Russulaceae).

## Описание
Шляпка достигает 5—11 см в диаметре, тонкомясистая, сначала выпуклая, затем уплощённая и уплощённо-вдавленная, с бороздчатым краем. Кожица снимается на протяжении большей части шляпки, во влажную погоду клейкая, окрашена в тёмно-фиолетовые или кирпично-красные тона, затем — более бледная.
Пластинки довольно частые, около ножки часто ветвящиеся, приросшие, белые, затем светло-кремовые.
Ножка обычно цилиндрическая или веретновидная, вскоре губчатая и полая, белая, при повреждении сильно грязно-желтеющая.
Мякоть очень ломкая, белая, сильно желтеющая на воздухе, без особого запаха, на вкус сладковатая.
Споровый порошок кремового цвета. Споры 6,5—9×5,5—7 мкм, яйцевидные, бородавчатые, с плохо развитой сеточкой. Пилеоцистиды в основном булавовидные.
Съедобна.

## Сходные виды
- Russula elegans Bres., 1882 произрастает под тополем, желтеет слабо.
- Russula nitida (Pers.) Fr., 1838 произрастает под берёзой, почти не желтеет при повреждении, хорошо определяется по заметно радиально бороздчатому краю.
- Russula odorata Romagn., 1950 произрастает в дубовых лесах Средиземноморья, более мясиста, с сильным фруктовым запахом.
- Russula puellula Ebbesen, F.H.Møller & Jul.Schäff., 1937 произрастает под буком, не желтеет.
- Russula versicolor Jul.Schäff., 1931 — наиболее близкий вид, также желтеющий при повреждении, произрастающий под берёзой и ольхой.

## Экология
Вид широко распространён по всей Евразии, образует микоризу как с хвойными, так и с лиственными деревьями, обычен и наиболее часто встречается под елью, также под сосной, пихтой, буком и дубом.

## Таксономия

### Синонимы
- Russula abietina Peck, 1902
- Russula caucasica (Singer) Singer, 1951
- Russula minutalis Britzelm., 1885